# Veilchensträucher
Veilchensträucher (Iochroma Benth., Syn.: Chaenesthes Miers, Cleochroma Miers, Diplukion Raf., Valteta Raf.) sind eine Pflanzengattung aus der Familie der Nachtschattengewächse (Solanaceae). Der botanische Name stammt aus dem Griechischen und bedeutet „Violette Farbe“, nimmt also auf die violette Farbe vieler Arten Bezug wie auch der deutsche Name Veilchenstrauch. Ihre Heimat sind Wälder der Neotropis.

## Beschreibung
Es sind Sträucher, einige davon sind Spreizklimmer oder Bäume. Junge Zweige und Blätter sind flaumig bis wollig behaart. Die wechselständigen Laubblätter sind einfach und ganzrandig, eiförmig bis lanzettlich und sitzen an einem Stiel. Die zwittrigen, fünfzähligen Blüten sind groß und haben meist leuchtende Farben. Das Farbenspektrum der meisten Arten geht von Rot über bläuliches Rot und Violett nach Blau, und auch die Form der Blüten deutet darauf hin, dass die Bestäuber Vögel sind (Ornithophilie). Manche Arten haben aber auch orange, weiße oder grünliche Blüten. Sie stehen entweder in vielblütigen, bis zu 120-zähligen Blütenständen nahe der Sprossspitze oder in 1- bis 15-blütigen Blütenständen in den Achseln der unteren Blätter oder entlang der gesamten Äste. Der fünfzählige Kelch ist becherförmig mit großen Zähnchen, zweispaltig oder glockig. Die Kronblätter sind zu einer langen, engen oder glockigen Röhre verwachsen, die häufig leicht gebogen und in der Mitte geweitet ist. Die Röhre trägt fünf oder zehnzahn- oder lappenförmige Spitzen. Die fünf Staubblätter setzen nahe der Basis der Kronröhre an. Der Griffel ist dünn und länger als die Staubblätter. Als Frucht wird eine fleischige, vielsamige Beere gebildet, die vom Kelch umgeben ist, der sich bis zur Fruchtreife vergrößert.

## Systematik

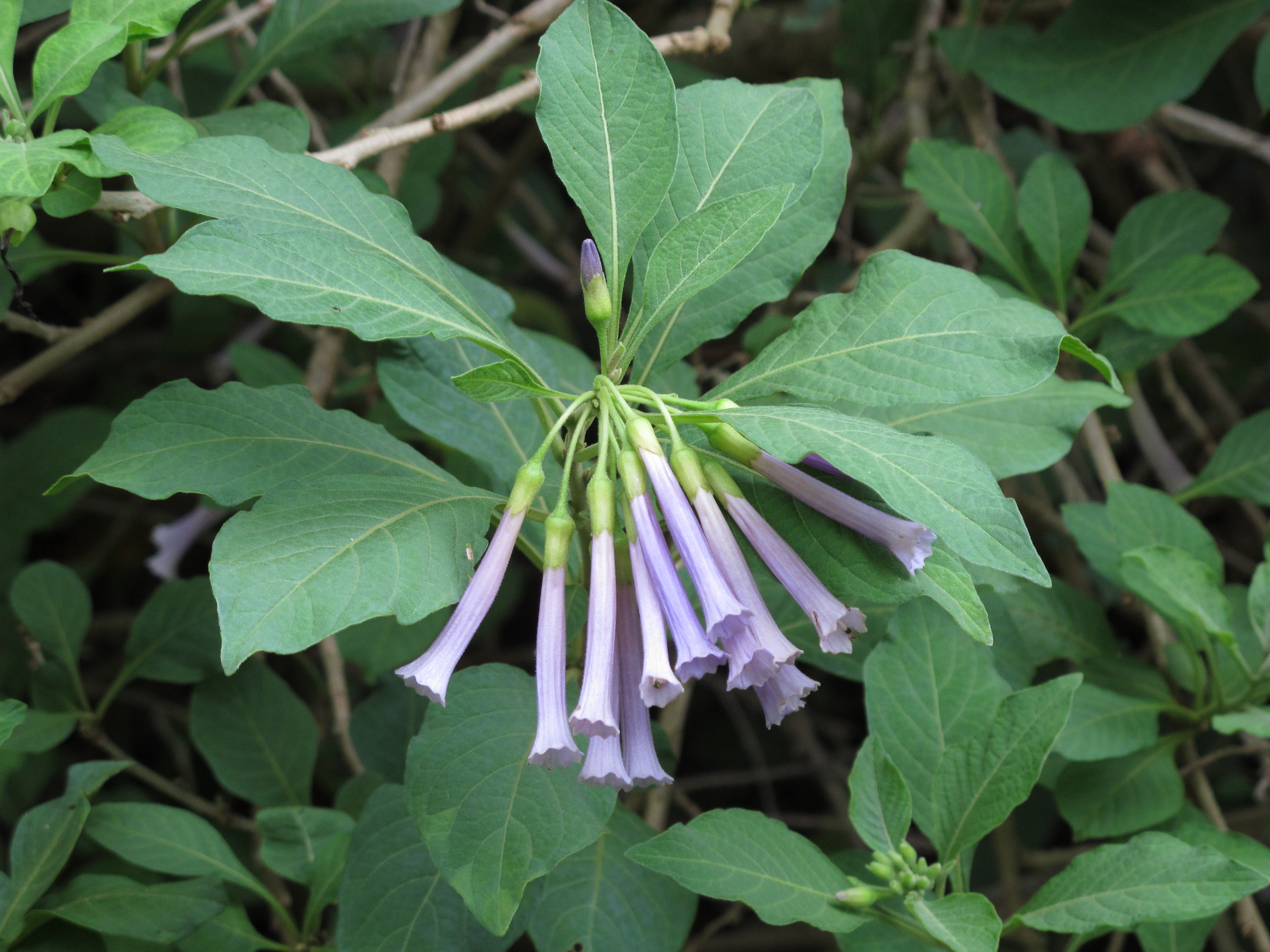
Iochroma cyaneum

Innerhalb der Veilchensträucher werden etwa 25 bis 40 Arten unterschieden. Phylogenetische Untersuchungen ordneten die meisten Arten in eine von vier nahe verwandten Kladen (Kladen A, C, F und L im nachfolgenden Kladogramm) ein. Eine weitere Klade U aus fünf Arten konnte nicht genau platziert werden, steht in einigen Untersuchungen als basale Klade den anderen gegenüber, in anderen Untersuchungen jedoch auch weiter entfernt innerhalb der Iochrominae.
Das folgende Kladogramm zeigt ein mögliches Verwandtschaftsverhältnis der Arten und Gattungen der Iochrominae:
|  | Iochroma Klade L                                                      |
|  |                                                                       |
|  | \| \| Iochroma Klade C \| \| \| \| \| \| Iochroma Klade F \| \| \| \| |
|  |                                                                       |
|  | Iochroma Klade C                                                      |
|  |                                                                       |
|  | Iochroma Klade F                                                      |
|  |                                                                       |

|  | Iochroma Klade C |
|  |                  |
|  | Iochroma Klade F |
|  |                  |

|  | Iochroma Klade L                                                      |
|  |                                                                       |
|  | \| \| Iochroma Klade C \| \| \| \| \| \| Iochroma Klade F \| \| \| \| |
|  |                                                                       |
|  | Iochroma Klade C                                                      |
|  |                                                                       |
|  | Iochroma Klade F                                                      |
|  |                                                                       |

|  | Iochroma Klade C |
|  |                  |
|  | Iochroma Klade F |
|  |                  |

|  | Iochroma Klade L                                                      |
|  |                                                                       |
|  | \| \| Iochroma Klade C \| \| \| \| \| \| Iochroma Klade F \| \| \| \| |
|  |                                                                       |
|  | Iochroma Klade C                                                      |
|  |                                                                       |
|  | Iochroma Klade F                                                      |
|  |                                                                       |

|  | Iochroma Klade C |
|  |                  |
|  | Iochroma Klade F |
|  |                  |

|  | Iochroma Klade L                                                      |
|  |                                                                       |
|  | \| \| Iochroma Klade C \| \| \| \| \| \| Iochroma Klade F \| \| \| \| |
|  |                                                                       |
|  | Iochroma Klade C                                                      |
|  |                                                                       |
|  | Iochroma Klade F                                                      |
|  |                                                                       |

|  | Iochroma Klade C |
|  |                  |
|  | Iochroma Klade F |
|  |                  |

|  | Iochroma Klade L                                                      |
|  |                                                                       |
|  | \| \| Iochroma Klade C \| \| \| \| \| \| Iochroma Klade F \| \| \| \| |
|  |                                                                       |
|  | Iochroma Klade C                                                      |
|  |                                                                       |
|  | Iochroma Klade F                                                      |
|  |                                                                       |

|  | Iochroma Klade C |
|  |                  |
|  | Iochroma Klade F |
|  |                  |

|  | Iochroma Klade L                                                      |
|  |                                                                       |
|  | \| \| Iochroma Klade C \| \| \| \| \| \| Iochroma Klade F \| \| \| \| |
|  |                                                                       |
|  | Iochroma Klade C                                                      |
|  |                                                                       |
|  | Iochroma Klade F                                                      |
|  |                                                                       |

|  | Iochroma Klade C |
|  |                  |
|  | Iochroma Klade F |
|  |                  |

|  | Iochroma Klade L                                                      |
|  |                                                                       |
|  | \| \| Iochroma Klade C \| \| \| \| \| \| Iochroma Klade F \| \| \| \| |
|  |                                                                       |
|  | Iochroma Klade C                                                      |
|  |                                                                       |
|  | Iochroma Klade F                                                      |
|  |                                                                       |

|  | Iochroma Klade C |
|  |                  |
|  | Iochroma Klade F |
|  |                  |

|  | Iochroma Klade L                                                      |
|  |                                                                       |
|  | \| \| Iochroma Klade C \| \| \| \| \| \| Iochroma Klade F \| \| \| \| |
|  |                                                                       |
|  | Iochroma Klade C                                                      |
|  |                                                                       |
|  | Iochroma Klade F                                                      |
|  |                                                                       |

|  | Iochroma Klade C |
|  |                  |
|  | Iochroma Klade F |
|  |                  |

Die Arten sind wie folgt zu den einzelnen Kladen zugeordnet:
Hier mit Angabe ihrer Verbreitung nach POWO:

| Klade A - Iochroma confertiflorum (Miers) Hunz. (Ecuador und Peru) - Iochroma edule S.Leiva (Peru) - Iochroma ellipticum (Hook f.) Hunz. (Galapagos-Inseln) - Iochroma peruvianum (Dunal) J.F. Macbr. (Peru) - Iochroma salpoanum S.Leiva & Lezama (Peru) - Iochroma smithianum K.Lezama, Limo & S.Leiva (Peru) - Iochroma tupayachianum S.Leiva (Peru) Klade C - Iochroma albianthum S.Leiva (Peru) - Iochroma cyaneum (Lindley) M.L.Green (Ecuador und Peru) - Iochroma cornifolium (Kunth) Miers (Ecuador und Peru) - Iochroma loxense (Kunth) Miers (Ecuador) - Iochroma schjellerupii S.Leiva Klade L - Iochroma lehmannii Bitter (Ecuador) - Iochroma squamosum S.Leiva & Quipuscoa (Peru) | Klade F - Iochroma baumii S.D.Sm. & S.Leiva (Kolumbien und Ecuador) - Iochroma calycinum Benth. (Ecuador) - Roter Veilchenstrauch oder Fuchsienartiger Veilchenstrauch (Iochroma fuchsioides Miers) (Kolumbien und Ecuador) - Iochroma gesnerioides (Kunth) Miers (Kolumbien und Ecuador) Klade U - Iochroma grandiflorum Benth. (Ecuador und Peru) - Iochroma lilacinum S.Leiva & K.Lezama (Peru) - Iochroma nitidum S.Leiva & Quipuscoa - Iochroma tingoanum S.Leiva (Peru) Natur-Hybriden - Iochroma ayabacense S.Leiva (Peru) - Iochroma stenanthum S.Leiva, Quip. & N.W.Sawyer Ohne Zugehörigkeit zu einer Klade - Iochroma parvifolium (Roem. & Schult.) D’Arcy (Peru) Aus der Gattung ausgeschlossen - Iochroma cardenasianum Hunz. (Bolivien) - Iochroma australe Griseb. (Bolivien und Argentinien) |

Die aus der Gattung ausgeschlossenen Arten sind näher mit den Arten anderer Gattungen verwandt: Iochroma parvifolium ist näher mit Dunalia, Iochroma australe ist näher mit Eriolarynx als mit Iochroma verwandt. Iochroma cardenasianum scheint mit anderen Iochroma-Arten nur sehr entfernt verwandt zu sein; die Art ist wahrscheinlich den Datureae zuzuordnen.

## Nutzung
Einige Arten und einige Sorten werden als Zierpflanzen verwendet. Der Rote Veilchenstrauch wird von südamerikanischen Indianern zu medizinischen Zwecken verwendet und er hat halluzinogene Wirkung.